# Nationalpark U Minh Thượng
Koordinaten: 9° 35′ N, 105° 5′ O

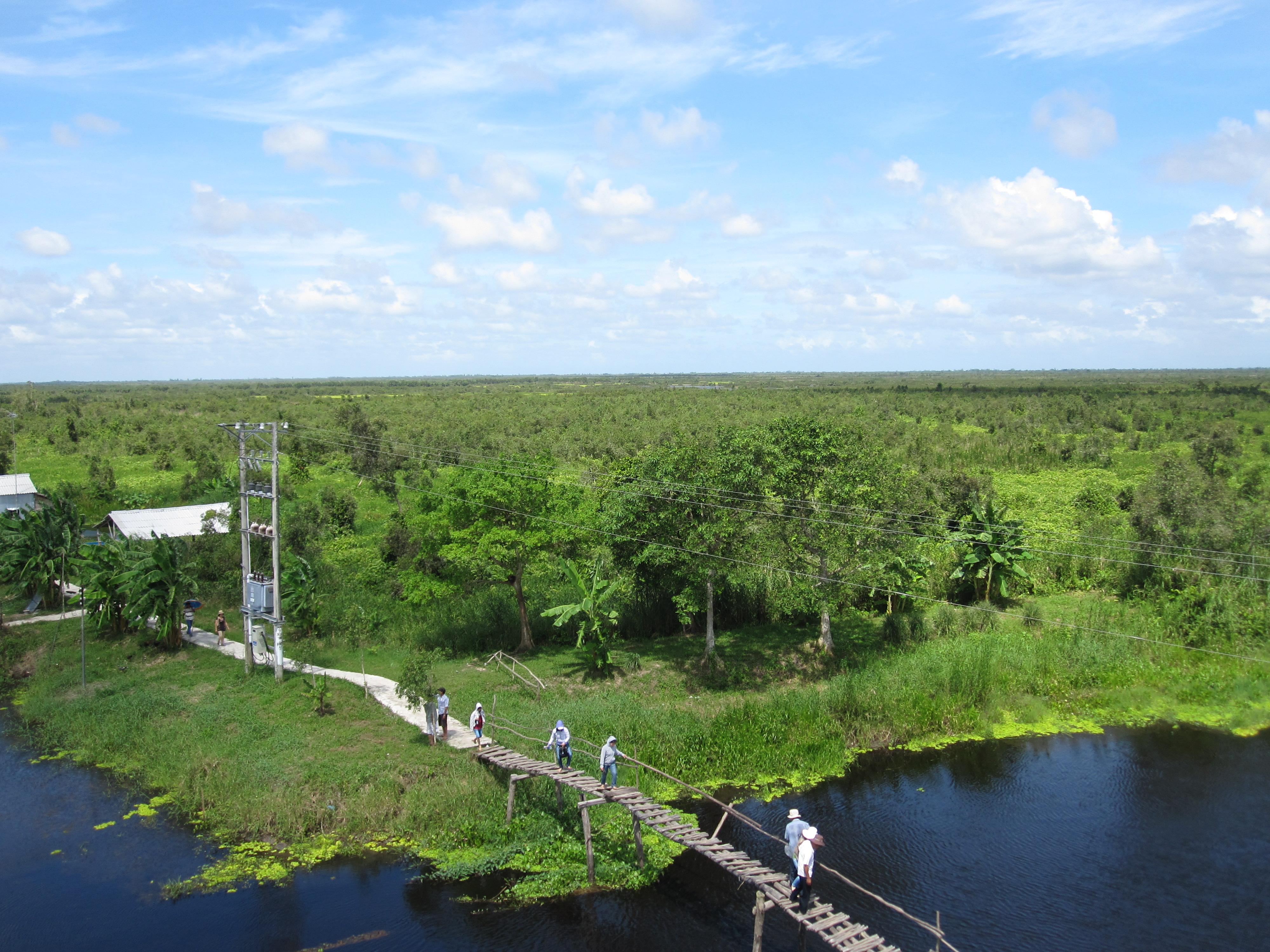
Nationalpark U Minh Thượng

Der Nationalpark U Minh Thượng (vietnamesisch Vườn quốc gia U Minh Thượng) befindet sich im südlichen Mekong-Delta  in Vietnam, in der Provinz Kiên Giang. Die Flächenausdehnung beträgt 8053 Hektar. Aufgrund des hohen Sulfatgehalts der Böden kommen im Gebiet vorwiegend Torfsumpfwälder vor. Dominierende Baumart ist Melaleuca cajuputi. Der  Nationalpark U Minh besteht aus einem Mosaik aus Waldfragmenten, die durch Reisfelder und Kanäle voneinander getrennt sind.
Im Nationalpark kommen viele seltene und endemische Arten vor. 226 Gefäßpflanzen sind bis jetzt entdeckt worden. 187 Vogelarten, seltene Otter, Flughunde, Hörnchen, Großfleckige Zibetkatzen (Viverra megaspila), Malaiische Schuppentiere (Manis javanica) und Netzpythons (Python reticulatus) leben im Schutzgebiet.
Durch den zweiten Indochinakrieg (u. a. Agent Orange) und den derzeit starken Bevölkerungsdruck von außen sind und werden die Wälder stark geschädigt. So sind z. B. durch Honigsammler am 26. April 2002 große Teile durch Feuer zerstört worden.